# Tommy Paul
Tommy Paul, född 17 maj 1997 i Voorhees Township, New Jersey, är en amerikansk professionell tennisspelare.

## Karriär
Paul har spelat professionell tennis sedan 2015. Bland hans meriter kan tre ATP-titlar nännas. 2023 tog han sig till semifinal i australisk öppna.